# Misihănești, Bacău
Misihănești este un sat în comuna Roșiori din județul Bacău, Moldova, România.